# Jan Arnošt Hoyos
Jan Arnošt hrabě Hoyos (též Hoyos-Sprinzenstein) (Jan Arnošt Filip Josef František de Paula Matyáš hrabě Hoyos / Johann Ernst Philipp Josef Franz de Paula Matthias Graf Hoyos) (24. února 1779, Vídeň – 28. října 1849, Horn) byl rakouský šlechtic, generál a dvořan. Jako dobrovolník se zúčastnil napoleonských válek, v armádě nakonec dosáhl hodnosti polního podmaršála. Mezitím působil také ve dvorských službách a v letech 1831–1849 byl císařským nejvyšším lovčím. Byl majitelem několika panství v Dolních Rakousích a také rytířem Řádu zlatého rouna.

## Životopis

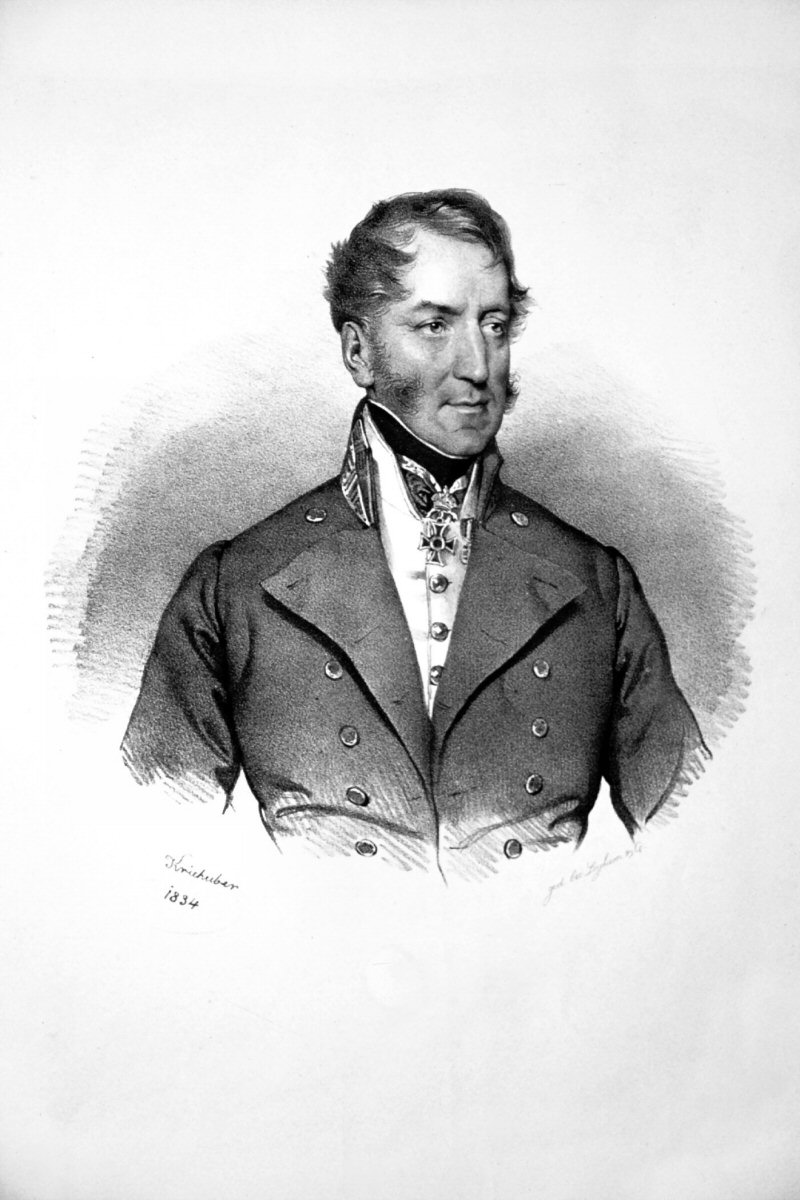
Hrabě Jan Arnošt Hoyos (Josef Kriehuber, litografie), 1834

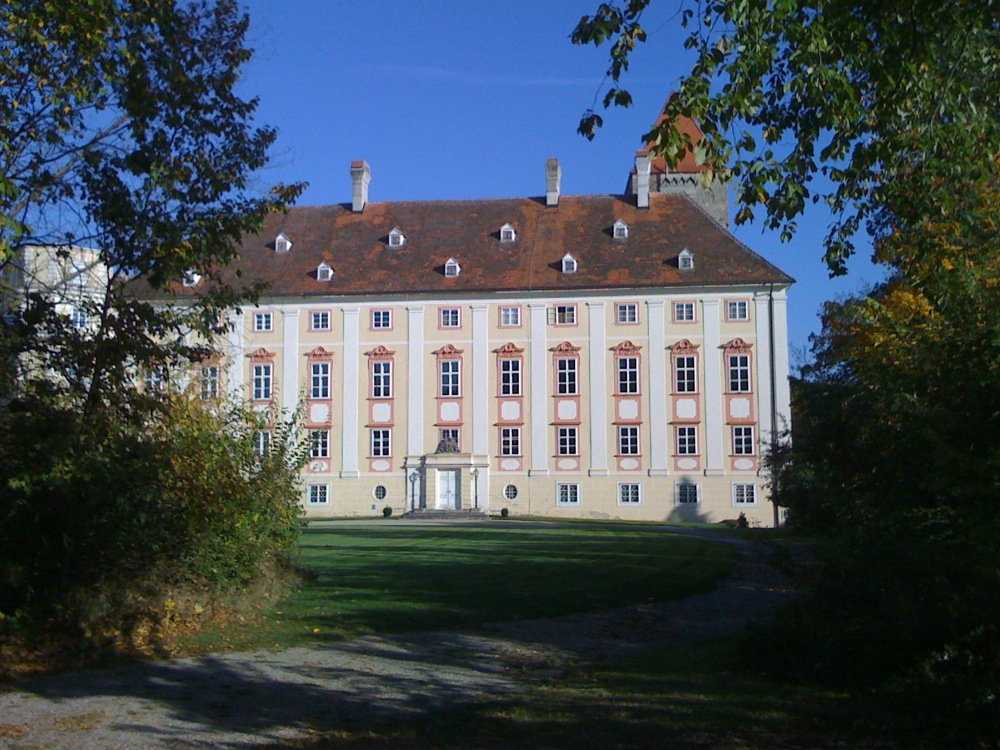
Zámek Horn, hlavní sídlo rodu Hoyosů

Pocházel ze starého šlechtického rodu Hoyosů původem ze Španělska, od 16. století usazeného v habsburské monarchii. Narodil se jako jediný syn hraběte Jana Filipa Hoyose (1747–1803), po matce Marii Kristině Clary-Aldringenové (1755–1821) byl vnukem dlouholetého císařského nejvyššího lovčího knížete Františka Václava Clary-Aldringena. Během napoleonských válek vstoupil jako dobrovolník do armády a zúčastnil se všech tažení do roku 1815. Mezitím byl v roce 1803 jmenován císařským komořím, v roce 1815 dosáhl v armádě hodnosti plukovníka. V roce 1821 byl jmenován c.k. tajným radou a stal se nejvyšším hofmistrem následníka trůnu arcivévody Ferdinanda. Nakonec dosáhl postu nejvyššího lovčího císařského dvora (1831–1849), nadále také postupoval v armádních hodnostech (generálmajor 1836, polní podmaršál 1840). V roce 1836 obdržel Řád zlatého rouna, dále byl nositelem Leopoldova řádu. Na jaře 1848 se stal velitelem Národní gardy ve Vídni, nedokázal ale zmírnit revoluční napětí a odešel do soukromí na své statky. Jeho hlavním sídlem byl zámek Horn, vlastnil také několik dalších panství v Rakousku (Gutenstein, Drosendorf, Hohenberg, Rosenburg), zastával i úřady v zemské správě Dolním Rakousku. Zemřel na zámku Horn na následky zranění po pádu z koně.
Jeho manželkou byla od roku 1799 hraběnka Marie Terezie Schlabrendorfová (1781–1862), c.k. palácová dáma a dáma Řádu hvězdového kříže, s níž měl osm dětí. Dědicem rodového majetku byl syn Jindřich (1804–1854). Z dcer se Karolína (1811–1875) provdala za generála hraběte Františka Lamberga (1790–1848), který byl zavražděn v Budapešti během revoluce v roce 1848. Nejmladší z dcer Sidonie (1818–1898) byla manželkou hraběte Prokopa Lažanského z Bukové (1809–1875).